# Střelice (Brno-vidéki járás)
Střelice település Csehországban, a Brno-vidéki járásban. Střelice Popůvky, Radostice, Troubsko, Ostopovice, Omice, Ořechov és Nebovidy településekkel határos. Lakosainak száma 3258 fő (2024. január 1.).

## Népesség
A település lakosságának változását az alábbi diagram mutatja:
| Lakosok száma | 1052 | 1177 | 1840 | 2432 | 2697 | 2537 | 2928 | 3024 | 3103 | 3258 |
|               | 1869 | 1890 | 1921 | 1950 | 1980 | 2001 | 2017 | 2019 | 2022 | 2024 |